# 蔡磊
蔡磊（1978年5月25日—），男，河南商丘人，北京爱斯康医疗科技公司董事长、京东集团原财务副总裁。

## 生平
1978年5月25日出生于河南商丘，1999年获得中央财经大学学士学位，2003年获得中央财经大学硕士学位。之后进入三星集团中国总部担任税务经理。在经历安利和万科后于2011年进入京东集团，2013年曾在京东开出中国内地第一张电子发票。2019年因身患肌萎缩性脊髓侧索硬化症后离开京东集团，同年成立北京爱斯康医疗科技公司并担任董事长。之後又发起“蔡磊破冰驿站”直播间。

## 家庭
- 段睿，蔡磊妻子，比蔡磊小11歲，会计师事务所合伙人。兩人通過相親認識。[3]

## 著作
- 《相信》，中信出版社，2023年3月，ISBN 9787521754803